# Iniciativa Nacional para la Administración y el Cambio de Siria
Iniciativa Nacional para la Administración y el Cambio de Siria (en árabe: المبادرة الوطنية للإدارة والتغيير في سوريا; y en inglés: National Initiative for Administration and Change in Syria o NIACS) es un partido político sirio, fundado por Hassan al-Nouri, un hombre de negocios, ministro y exparlamentario del Consejo Popular de Siria que compitió contra Bashar al-Ásad en las elecciones presidenciales de Siria de 2014, quedando segundo con solo el 4.3% de los votos.
El NIACS promueve un liberalismo económico y un cambio en la política Siria, comprometiéndose a redistribuir la riqueza de las pocas familias reinantes en el país y reconstruir una fuerte clase media. Fue fundado en febrero de 2012, con la legalización de los partidos opositores durante la actual Guerra Civil Siria, y tiene como objetivo crear mecanismos de interacción entre las grandes empresas y las distintas comunidades dentro del país. Según sus fundadores, NIACS ve una economía efectiva como la mejor manera de detener la agresión externa de potencias extranjeras y se opone al sistema unipartidista del Partido Baaz Árabe Socialista.
El partido apoya firmemente la acción del gobierno sirio contra los terroristas en la guerra civil y busca adoptar una línea dura en cuanto a la corrupción política en el país y en el extranjero, criticando la intervención liderada por Estados Unidos en Siria y el Ejército Libre Sirio. A pesar de perder la elección, al-Nouri declaró, "La coalición acepta por ahora que la corrupción ha penetrado en ella, y soy optimista en la obtención de una victoria pronto". El partido tenía la esperanza de atraer a los votantes con el lema "Actualización de Legislación Económica".

## Resultados electorales
| Año  | Candidato | Candidato       | # de votos | % de votos     | Posición         |
| ---- | --------- | --------------- | ---------- | -------------- | ---------------- |
| 2014 |           | Hassan al-Nouri | 500.279    | \| \| 4.3 % \| | Segunda posición |
|      | 4.3 %     |                 |            |                |                  |